# Montonella macrobrachii
Montonella macrobrachii is een soort in de taxonomische indeling van de Myzozoa, een stam van microscopische parasitaire dieren. Het organisme komt uit het geslacht Montonella en behoort tot de familie [[]]. Montonella macrobrachii werd in 2002 ontdekt door Aravindan, Kalavati & Sheeja.